# Istituto di scienze, lettere ed arti

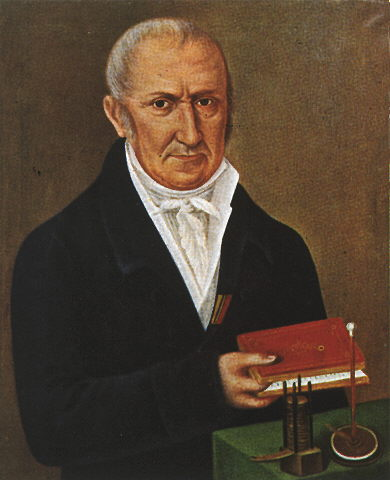
Alessandro Volta, primo presidente dell'Istituto

L'Istituto di scienze, lettere ed arti è stato un organismo accademico fondato nel 1802 durante la Repubblica Italiana e che rimase attivo fino al 1838.

## Storia

### Istituto nazionale
Nel 1797 l'articolo 297 della costituzione della Repubblica Cisalpina stabilì un Istituto nazionale «incaricato di raccogliere le scoperte, di perfezionare le Arti e le Scienze» sul modello dell'Institut de France. La sede fu a Bologna.
Nella costituzione del 1802 della neonata Repubblica Italiana l'articolo 121 stabilì nuovamente l'Istituto nazionale, che venne regolamentato con legge 17 agosto 1802.
II. I Membri che lo compongono sono di due classi, cioè pensionati, ed onorari.
III. I pensionati non possono superare il numero di trenta. Eguale è quello degli onorari.
IV. I Membri che compongono ambedue le classi sono Nazionali.
V. I Membri dell'Istituto sono divisi in tre sezioni; cioè scienze fisiche, e matematiche; scienze morali, e politiche; letteratura, e belle arti.
VI. Ciascuna sezione potrà avere degli associati esteri, o nazionali scelti fra le persone più celebri nelle rispettive scienze od arti. Nessuna sezione può avere maggior numero di associati della metà de' suoi Membri.
VII. La metà de' Membri pensionati può essere scelta fra i Professori stabili delle due Università di Pavia e di Bologna: il rimanente dev'essere preso fra i Dotti più rinomati della Repubblica.
VIII. Un terzo almeno dei Membri pensionati risiede nel Comune destinato all'Istituto.
IX. Tutti i Membri pensionati, ed onorari dell'Istituto debbono radunarsi almeno una volta ogni anno nella sede di esso per comunicarsi le loro produzioni, per concertare i loro lavori avvenire, per approvare le memorie da pubblicarsi in quell'anno, e per discutere le cose concernenti la pubblica Istruzione, che loro venissero proposte dal Governo.
X. Tutti i Membri pensionati sono tenuti a somministrare ogni due anni una memoria degna d'essere pubblicata negli atti, e mancando a questo dovere, senza legittima causa, passano nella classe degli onorari.»
(Estratto dalla legge 17 agosto 1802)
Napoleone Bonaparte, come primo console, nominò i primi 30 membri il 6 novembre. Questi nominati proposero a loro volta i membri mancanti per raggiungere il numero di 60.
La prima seduta fu convocata il 24 maggio 1803 e fu stabilito il regolamento redatto da Barnaba Oriani; Alessandro Volta fu il primo presidente.
L'istituto era incaricato di assegnare premi, stabilire esperimenti, pronunciarsi sulle scoperte, preparare i testi scolastici, stabilire le terne per le nomine dei docenti universitari.
Tra il 1803 e il 1805 si tennero riunioni a Bologna.

### Istituto reale
Con decreto del 25 dicembre 1810 Napoleone cambiò il nome da Istituto nazionale a Istituto di scienze, lettere ed arti (citato però anche come Istituto reale di scienze, lettere ed arti) e ne stabilì la sede nel palazzo di Brera a Milano, capitale del Regno d'Italia. Stabilì anche quattro sezioni a Bologna, Verona, Padova e Venezia perché, come scrisse nel 1808 in relazione al trasferimento della sede, «In Francia tutto è a Parigi, ma non tutto è a Milano in Italia; Bologna, Pavia, Padova e fors'anche Venezia hanno i loro sapienti».
Il nuovo regolamento prevedeva due sole classi: una per scienze e arti meccaniche; l'altra per lettere e arti liberali.

### La restaurazione
Con la fine del Regno d'Italia e il ritorno austriaco, nel giugno 1814 l'istituto divenne Cesareo Regio Istituto di Scienze, Lettere ed Arti, continuando le proprie attività.
Nel 1817 divenne Imperial Regio Istituto del Lombardo-Veneto di Scienze, Lettere ed Arti. Il numero di membri andò sempre più riducendosi.
(Francesco Carlini, 1834)
Nel 1838 l'istituto venne separato in Istituto Lombardo di Scienze, Lettere ed Arti e Istituto veneto di scienze, lettere ed arti.